# موتورهای سری KP ایران خودرو
خانواده موتور سه سیلندر شرکت ایران خودرو با نام IK3 که با همکاری شرکت تحقیق، طراحی و تولید موتور ایران خودرو (ایپکو) و شرکت ماهله آلمان طراحی شد.
این پروژه از سال ۱۳۹۵ در ایپکو کلید خورد. طی قرارداد چند جانبه ایران خودرو در سال ۱۳۹۶ با شرکت‌های ماهله، پینین فارینا، هیوندای پاورتک، ادامه طراحی پیشرانه سه سیلندر به ماهله واگذار شد و پیشرفت چشمگیری در مراحل تولید به وجود آمد.
اما بعد از تحریم‌های سال ۱۳۹۷ و با خروج ماهله از ایران، ادامه پروژه توسط ایپکو ادامه پیدا کرد و ایپکو مدعی است تا سال ۱۴۰۰ نسل اول این موتور را به بازار خواهد داد تا جایگزین سری موتور EF شود.
سری پیشرانه IK3 به صورت سه سیلندر طراحی شده و با دو حجم ۱٫۵ لیتر و ۱٫۲ لیتر جهت محصولات ایران خودرو در دسترس قرارگرفته است.
این پیشرانه‌ها به فناوری‌های به نسبت خوبی مانند CVVT و در برخی نمونه سیستم تزریق سوخت مستقیم (GDI) مجهز هستند. این موتور کم حجم بسیار پیشرفته است.
پیشرانه‌های KP5 و KG5 نسخه‌های ۱٫۵ لیتری سه سیلندر خانواده IK3 هستند و با سامانه تنفس طبیعی فعالیت می‌کنند. KG5 نسخه پایه گازسوز این پیشرانه است نسخه KP5 هم نمونه بنزینی این پیشرانه ۱٫۵ لیتری و سه سیلندر است.
پیشرانه‌های KP2 و KG2 نیز نسخه‌های ۱٫۲ لیتری توربو و سه سیلندر سری IK3 هستند که توسط ایپکو طراحی شده‌اند. این پیشرانه‌ها نیز مجهز به توربو شارژ و سیستم تزریق سوخت مستقیم هستند. KG2 قابلیت پایه گاز سوز و نمونه KP2 هم نسخه بنزینی این پیشرانه سه سیلندر ۱٫۲ لیتری هستند.
پیشرانه‌های جدید ایران خودرو قدرت بین ۱۲۰ تا ۱۷۰ اسب بخار تولید می‌کنند و با داشتن فناوری استاندارد آلایندگی یورو ۶ که در اختیار دارند از سایر پیشرانه‌های داخلی، آلایندگی کمتری را تولید می‌کنند و مصرف سوخت پایین‌تری هم دارند.

## پیشرانه KP5
| پیشرانه               | KP5 IK3              |
| --------------------- | -------------------- |
| آغاز تولید            | در حال تحقیق و توسعه |
| پایان تولید           |                      |
| حجم پیشرانه           | ۱۵۰۰ سی سی           |
| نوع تنفس              | تنفس طبیعی           |
| نوع سوخت              | بنزین - گاز طبیعی    |
| تعداد استوانه         | ۳ استوانه            |
| تعداد سوپاپ           | ۱۲ سوپاپ             |
| توان پیشرانه          | ۱۲۰ اسب بخار         |
| توان در حالت گاز      | ۱۱۰ اسب بخار         |
| گشتاور                | ۱۴۵ نیوتون متر       |
| گشتاور در حالت گاز    | ۱۳۵ نیوتون متر       |
| استاندارد آلایندگی    | اروپا ۶              |
| مصرف سوخت ترکیبی      | در حال تحقیق و توسعه |
| مصرف در حالت گاز      | در حال تحقیق و توسعه |
| خودروهای مورد استفاده |                      |

## پیشرانه KP2
| پیشرانه               | KP2 IK3              |
| --------------------- | -------------------- |
| آغاز تولید            | در حال تحقیق و توسعه |
| پایان تولید           |                      |
| حجم پیشرانه           | ۱۲۰۰ سی سی           |
| نوع تنفس              | پرخوران (توربو)      |
| نوع سوخت              | بنزین - گاز طبیعی    |
| تعداد سیلندر          | ۳ سیلندر             |
| تعداد سوپاپ           | ۱۲ سوپاپ             |
| توان پیشرانه          | ۱۷۰ اسب بخار         |
| توان در حالت گاز      | ۱۶۰ اسب بخار         |
| گشتاور                | ۲۸۶ نیوتون متر       |
| گشتاور در حالت گاز    | ۲۵۰ نیوتون متر       |
| استاندارد آلایندگی    | اروپا ۶              |
| مصرف سوخت ترکیبی      | در حال تحقیق و توسعه |
| مصرف در حالت گاز      | در حال تحقیق و توسعه |
| خودروهای مورد استفاده |                      |